# シャーロット・フレアー
シャーロット・フレアー（Charlotte Flair、1986年4月5日 - ）は、アメリカ合衆国のプロレスラー。ノースカロライナ州シャーロット出身。得意技はナチュラル・セレクション。
本名はアシュリー・フレアー（Ashley Flair）で、父はリック・フレアー。弟にリード・フレアー、異母兄弟にデビッド・フレアーがいる。

## 来歴

### WWE

#### NXT
2012年5月17日、WWEとディベロップメント契約。8月に傘下団体であるNXTにてシャーロット（Charlotte）のリングネームでロスター入り。ハウスショーやダークマッチでトレーニングを続け、2013年7月13日、NXTテレビショーにてデビュー。父であるリックをセコンドに従えてベイリーと対戦してテレビショー初勝利を飾った。同月31日にはサーシャ・バンクス、10月9日にはフリーランスのサンタナ・ギャレットと対戦して連勝。10月よりベイリーとタッグを組んでBFFs（Beautiful, Fierce Females）（サマー・レイ & サーシャ・バンクス）とタッグマッチを行うもベイリーを裏切りBFFsに加わった。
2014年4月、NXT女子王座を保持していたペイジがWWEに昇格し、WWEディーヴァズ王座を獲得した事からNXT女子王座を剥奪され、空位となった王座をめぐってNXT女子王座争奪トーナメントに出場。順当に勝ち進んで5月29日、Takeoverにて決勝戦を行い、ブレット・ハートをセコンドに従えたナタリアを相手に、自身は父のリックをセコンドに従えて対戦。勝利して王座戴冠を果たした。王座戴冠後、サーシャとサマーのサポートにより王座を防衛していたが6月19日、アレクサ・ブリス vs サーシャの試合後にサマーと衝突した事によりユニットは解散。ベビーフェイスへと転向して7月よりベイリーと共闘してベッキー・リンチ & サーシャと抗争を開始。12月11日、Takeover R Evolutionにてサーシャと王座戦を行い、最後はトップロープからナチュラル・セレクションを決めて勝利した。同月25日にはリベンジマッチが組まれて父親であるリックをセコンドに従えて試合を行い、最後にブリッジング・フィギュア・フォー・レッグロックを仕掛けて勝利した。
2015年2月11日、Takeover Rivalにてサーシャ、ベイリー、ベッキーとFatal4WayマッチによるNXT女子王座戦を行い大乱戦へと展開。最後にリング上でサーシャと2人になったところをクリップラー・クロスフェイスで捕らえられ敗戦し、王座陥落となった。3月4日、サーシャにリベンジマッチを挑むがバンク・ステートメントで背中を危険な角度にまで曲げられてしまい、痛手を負いながらも最後はトップロープに登ったが隙を突かれて落ちてしまい、丸め込まれて敗戦した。

#### WWE
2015年7月13日、シャーロットはベッキーと共にWWEへと昇格。RAWにてリング上でマイクパフォーマンスをしていたチーム・ベラ  (ブリー・ベラ & ニッキー・ベラ & アリシア・フォックス)に対してステファニー・マクマホンよりディーヴァ戦線に革命を起こす事を宣言され、呼び出される形で登場。自身とベッキーはペイジとPCB、そしてサシャはナオミとタミーナ・スヌーカとチーム・ビューティフル・アンド・デンジャラス（Team B.A.D.）なるユニットをそれぞれ結成した。9月20日、Night of Champions 2015にてWWEディーヴァズ王座を保持するニッキー・ベラに挑戦。最後にニッキーをスピアーで捕まえ、フィギュア・エイトへと繋げてギブアップさせベルトを奪取。ベラ・ツインズの長期政権を崩壊させた。
2016年8月21日、SummerSlam 2016にてWWE女子王座を保持するサーシャ・バンクスに挑戦。最後にバンク・ステートメントで極められるも体勢を切り替えて乗りかかって丸め込み3カウントを奪って勝利。ベルトを奪取した。10月24日、RAWにてリングネームをシャーロット・フレアー（Charlotte Flair）へと変更。同月30日、Hell in a Cell 2016にてRAW女子王座を保持するサーシャにヘル・イン・ア・セル・マッチで挑戦。試合途中にはサーシャが負傷退場しそうになりタンカーに乗せられそうになるが試合を強行。終盤にテーブルを駆使した攻防となり、最後にサーシャをテーブルに投げつけるとナチュラル・セレクションを決めて勝利。ベルトを奪取した。12月18日、Roadblock 2016 End of the Lineにて再びサーシャとRAW女子王座を賭けて30分アイアンマンマッチで対決。終盤までに1-2でリードされるが試合終了3秒前にフィギュア・エイトを決めてギブアップを奪い2-2と引き分けとなり、延長戦へと突入。サーシャよりバンクステートメントを極められるが強引に切り返すとフィギュア・エイトを極め勝利。ベルトを奪取した。
2017年2月13日、ベイリーに敗れRAW女子王座から陥落。その後にSmackDown Liveへ移籍する。11月14日、同番組にてスマックダウン女子王座を保持するナタリアに挑戦。終盤にナタリアのフィニッシャーであるシャープシューターを極められるがロープブレイクで難を逃れ、場外に追い出してリングに戻ってきたところをカウンターのビッグブートからフィギュア・エイトに繋げてギブアップを奪い勝利。ベルトを奪取した。
2018年4月8日のレッスルマニア34で女子初のランブル戦を制したアスカとスマックダウン女子王座を賭けて激突。好勝負となったがフィギュア・エイトで防衛に成功。しかし、2日後のSmackDown Liveでマイク中にアイコニックスの襲撃を受けたどころか直後に登場し、かつ女子のマネー・イン・ザ・バンクを保持していたカーメラのキャッシュインを許しスマックダウン女子王座戦が強行。リングベル後のスーパーキックに敗れ、王座から陥落した。5月には胸部の負傷を受けて手術を行う事になり離脱。7月31日、SmackDown Liveにて復帰しカーメラと対戦。終盤にカーメラがフィギュア・フォー・レッグロックを仕掛けようとしたところを切り返してフィギュア・エイトで極めて勝利した。8月19日、SummerSlam 2018にてスマックダウン女子王座を保持するカーメラ&ベッキーとトリプルスレットマッチで挑戦。終盤にベッキーがカーメラにディスアーマーを仕掛けたところに場外からリングに飛び込みナチュラル・セレクションを決めて勝利。ベルトを奪取した。9月16日、Hell in a Cell 2018でベッキーに敗れ王座から陥落。11月18日、Survivor Series 2018でベッキーが負傷欠場の代わりに出場。RAW女子王者ロンダ・ラウジーと対戦。終盤に竹刀を持ち出し殴打して反則負け。12月16日、TLC 2018でベッキーとアスカとのスマックダウン女子王座を賭けた女子初のTLCトリプルスレットマッチを繰り広げるが終盤でベッキーとのラダー上での殴り合い中にロンダの乱入に合ってベッキーと共にラダーごと転落。直後にアスカにスマックダウン女子王座を奪われた。
2019年、Royal Rumble 2019で最後にラナの足首負傷で急遽出場したベッキーとの一騎打ちとなったが彼女にビックブートを交わされて投げられるが転落寸前でロープを掴みつつエプロンに踏みとどまるも、直後にベッキーのクローズラインを受けて転落し準優勝。2月11日、RAWでビンス・マクマホンCEOが登場。ベッキーに対して60日間の出場停止処分を受けた事により、シャーロットはWrestleMania 35でのRAW女子王座戦でロンダと再戦することが発表された。しかしロンダは同月25日、RAWで王座ベルトを置き、翌週に正式返上が決まった。それにより3月10日のFastlane 2019で出場停止処分解除となったベッキーとのRAW女子王座決定戦が行われるが、ベッキーが新王者になった場合はレッスルマニアでシャーロットは2人と同王座を賭けたトリプルスレット戦が行われる運びになった。そしてFastlane 2019では自信が優勢で試合を進めるが終盤にロンダが乱入しベッキーに暴行。反則負けとなり、WrestleMania 35はこの3人によるRAW女子王座トリプルスレットマッチが行われる事となった。3月26日、スマックダウンでWWEスマックダウン女子王者のアスカと同王座をかけて対戦。アスカの腕ひしぎ十字固めをパワーボムで切り返すとフィギュア・エイトでギブアップを奪い王座に返り咲いたが、4月1日のRAWの冒頭でステファニー・マクマホンがレッスルマニアのトリプルスレット戦を2番組の女子タイトルをかけた試合にすると発表。同番組ではベッキー&ロンダと組んでライオッド・スクワットに快勝したが直後に仲間割れを起こして警察沙汰まで発展してしまった。そしてレッスルマニアは中盤でベッキーとロンダにテーブル葬にされて離脱。このままベッキーにスマックダウン女子王座をRAW女子王座ごと奪われた。5月19日、Money in the Bank 2019でWWEスマックダウン女子王座を保持するベッキー・リンチに挑戦。終盤にこの試合の直前にベッキーとWWEロウ女子王座戦を行い敗れていたレイシー・エヴァンスのアシストを受けると、クイーンズ・ブートを決めて勝利。王座を戴冠するが直後にベイリーが乱入。スピアーをターンバックルに誤爆して倒れるとマネー・イン・ザ・バンクの権利をキャッシュインされ、ダイビング・エルボードロップを喰らい王座から陥落した。
2020年、Royal Rumble 2020で最後はシェイナ・ベイズラーとの一騎打ちとなったが、最後はロープ際から足を使ってベイズラーをリング外に落とし優勝。どのベルトに挑戦するのかが注目されていたが、2月16日のNXT TakeOver:PortlandにてNXT女子王座を防衛したリア・リプリーを防衛直後に襲撃し、レッスルマニア36でNXT女子王座に挑戦すると宣言、4月5日のレッスルマニア36でのNXT女子王座戦が発表された。
2025年のロイヤルランブル優勝。
2025年4月19日（日本時間20日）のレッスルマニア41でティファニー・ストラットンの持つWWE女子王座に挑戦するも敗北。
5月23日（日本時間24日）のSMACK DOWNでマネー・イン・ザ・バンク・ラダー・マッチの予選3WAYマッチに挑むがジュリアに敗れる。

## 得意技

### フィニッシュホールド
ナチュラル・セレクション
相手が両膝を着いている状態の相手に背後から近づき、前方回転しながら相手の首を捉え、そのままマットに叩きつけるサマーソルト式・変形ダイヤモンド・カッター。長い美脚で美しい弧を描いて放つフィニッシャーの１つ。
フィギュアエイト
8の字固め
通常の入り方で足4の字固めを極めてから自らブリッジを行い、相手の脚を締め上げる技。実況中継では足4の字固めが極まった段階ではフィギュア・フォーと呼び、ブリッジが完成した段階でフィギュア・エイトと呼び分けられている。
フィギュア・フォー・レッグロック

### 打撃技
バック・ハンド・チョップ
一発浴びせる毎に観客「Wooooo!!」と叫ぶのが通例。
チョップ・ブロック
足4の字固めに移行するまでの足攻めで使用する技で、相手の背後から勢いを付けて膝裏の辺りにエルボーないしクローズラインを当て、相手の足にダメージを与える技。現在でも多用される。
クローズライン
ビック・ブート
スピアー

### 投げ技
スープレックス
スーパープレックス
バック・スープレックス

### 飛び技
ムーンサルトプレス

## その他
- 3人の兄弟がいるが、姉のメーガンと兄のデビッドとは母親が異なり、弟のリードは同父同母である。母はリックの二番目の妻であるエリザベス。
- 2014年、WWEにケネス・キャメロン、TNAでブラムのリングネームで所属するトム・ラティマーと結婚したが[20]、2015年8月にトムが事件を起こした際にはすでに離婚している事が明らかになった[21]。
- 2022年5月、メキシコ人プロレスラーのアンドラーデと結婚[22]したが、2024年10月に離婚した[23]。

## 獲得タイトル
WWE

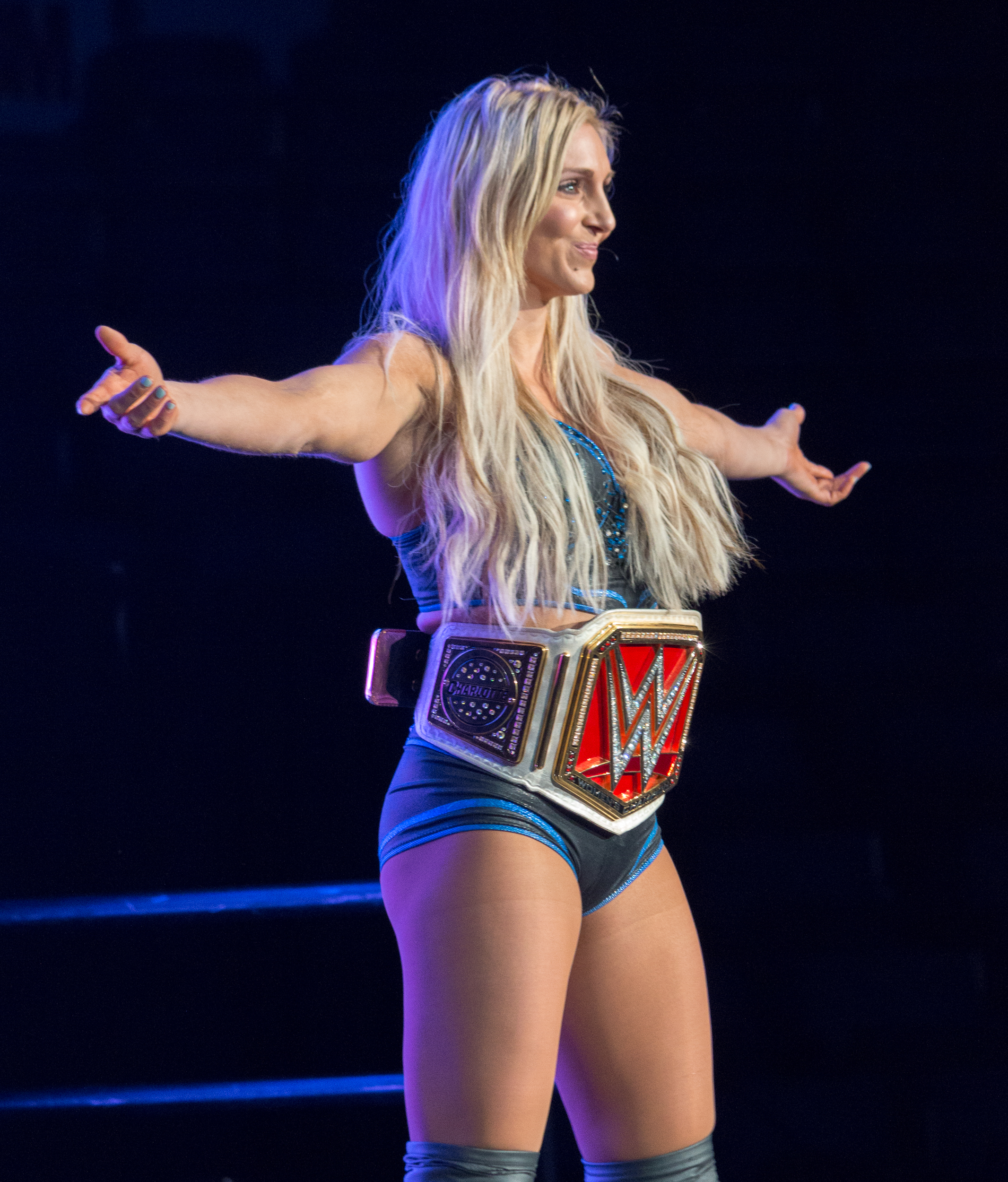
WWE女子王座 / WWEロウ女子王座

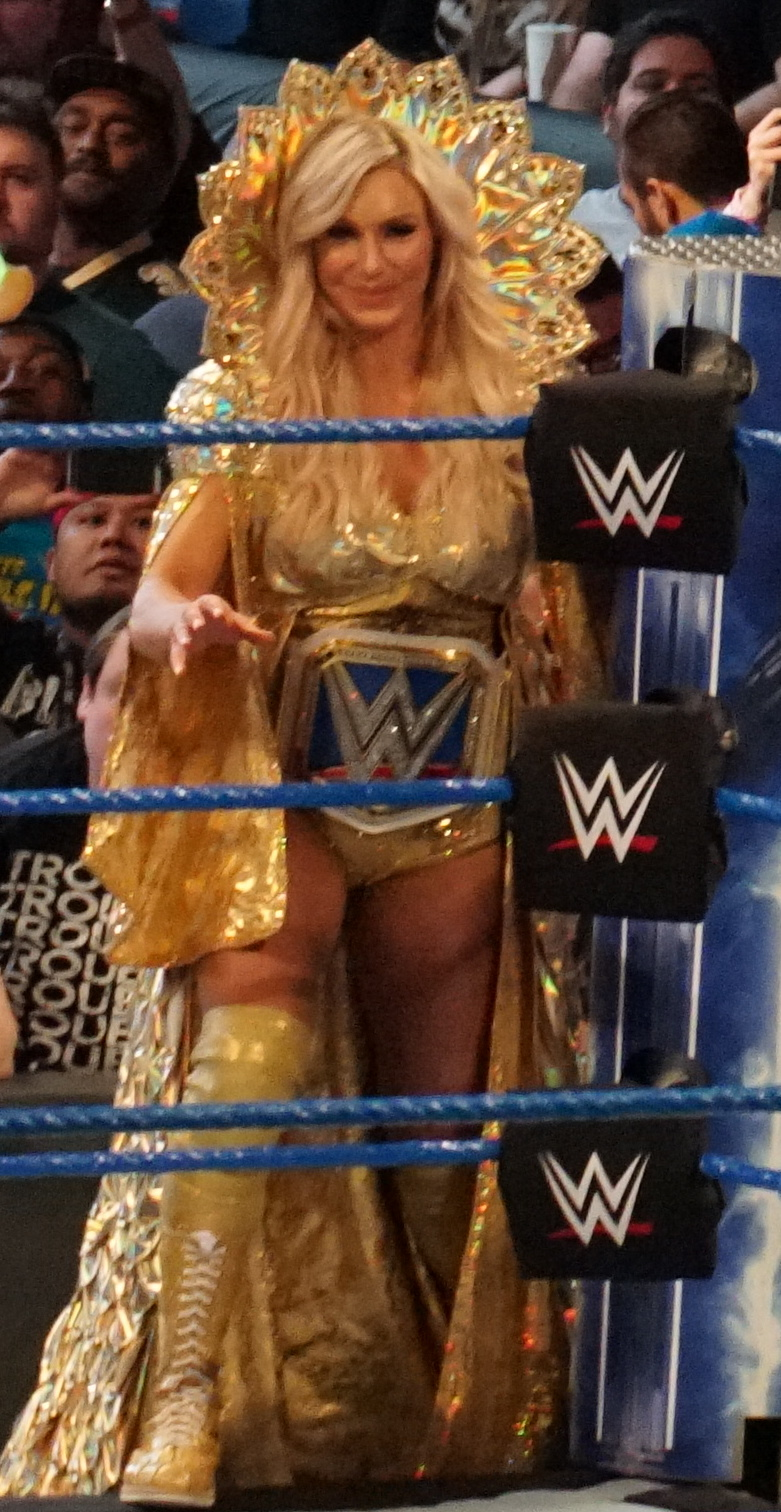
WWEスマックダウン女子王座

- WWEスマックダウン女子王座 : 7回（第7代、9代、12代、14代、16代、21代、25代）

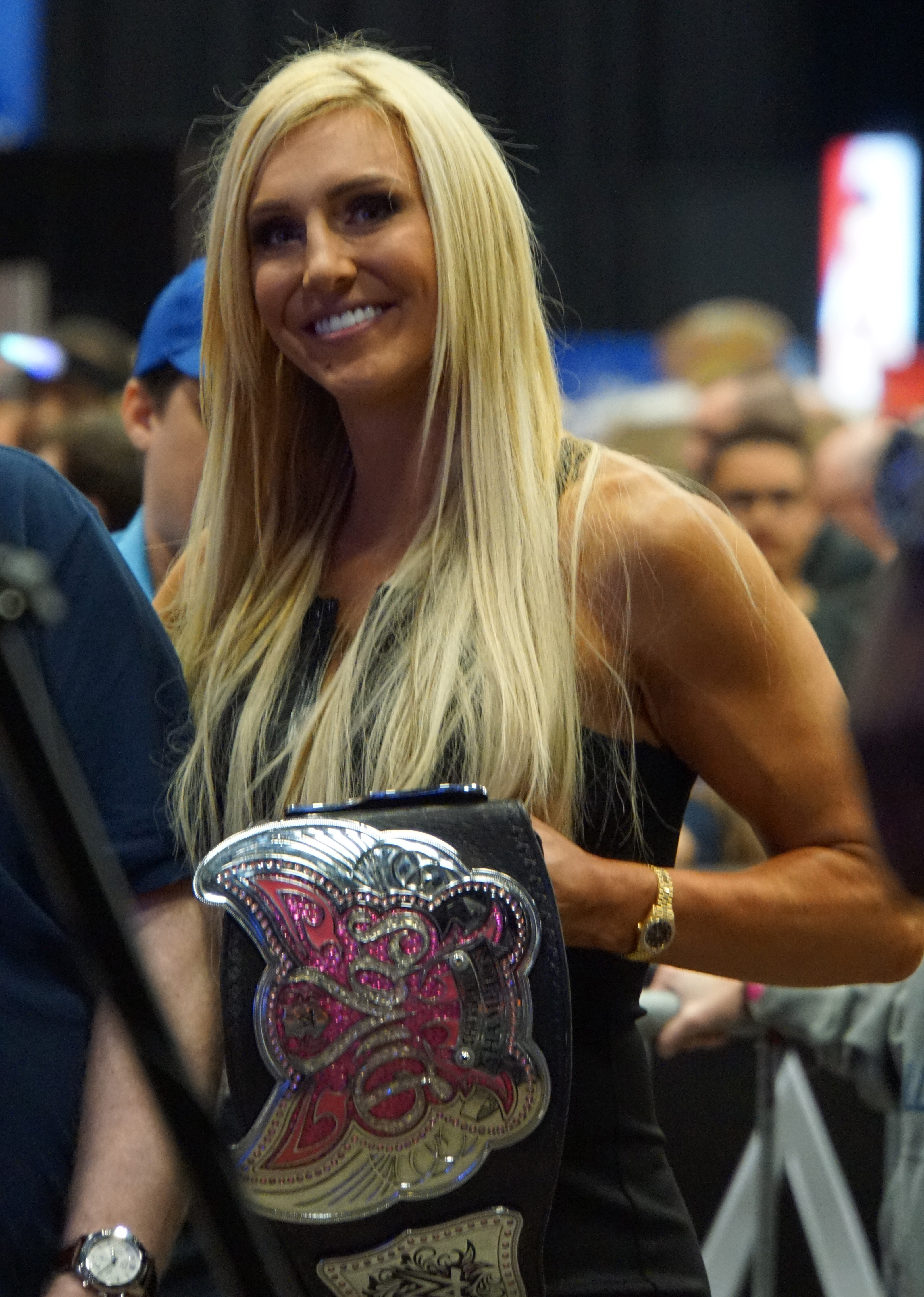
WWEディーヴァズ王座

- WWE女子王座 / WWEロウ女子王座 : 5回（初代、3代、5代、7代）
- WWEディーヴァズ王座 : 1回（第26代）
- WWE女子タッグ王座 :1回（第8代）

w / ASUKA
- NXT女子王座 : 2回（第2代、11代）
- ロイヤルランブル : 2020・25年度優勝
- グランドスラム（女子）達成

## 入場曲
- Going Down
- Sonrisa Mentirosa
- Have It My Way
- Recognition
- All Hail The Queen - 現在使用中